# ۹۲ (پیش از میلاد)
۹۲ (پیش از میلاد) ۹۲مین سال قبل از تقویم میلادی است.